# Волинија
Волинија (укр. Волинь; лат. Volhynia) је историјска област, чији се највећи део данас налази у Украјини, а мањи део у Пољској и Белорусији.
Волинија се први пут под овим именом помиње на прелазу из 10. у 11. век као део Кијевске Русије. Име Волинија забележено је 1077. године у једном од старокијевских летописа. Према неким стручњацима, Волинија се сматра најстаријим словенским крајем и једним од средишта из којег су се Словени ширили.

## Географија
Волинија се налази на крајњем северозападу Украјине, на северу се граничи са Полесјем, на југу са Галицијом и Подољем. Реке Западни Буг и Уж сматрају се западном и источном границом. Територија Волиније одговара данашњим областима Волинској и Ровењској, као и западном делу Житомирске и северном делу Тернопољске и Хмељничке области. У најширем смислу обухвата и јужни део Брестске области и источни део Лублинског војводства.
У целој Волинији, али и у њеном окружењу преовладава континентална клима. Велики део области је покривен шумама и мочварама.

## Историја
Најстарији (из 1. века) трагови присутности старих Словена у Украјини су пронађени у Волинији. Име Волинија поменуто је у старокијевском запису из 1077. године, али је име вероватно старије. У 7. веку су на тим подручјима живела словенска племена Дуљеби и Бужани, која ће касније бити позната као Волињани.